# Nouvelle Rhétorique
 (mai 2019).
Si vous disposez d'ouvrages ou d'articles de référence ou si vous connaissez des sites web de qualité traitant du thème abordé ici, merci de compléter l'article en donnant les références utiles à sa vérifiabilité et en les liant à la section « Notes et références ».
La Nouvelle Rhétorique est une tradition de recherche en art du discours née au XXe siècle, qui étudie les moyens linguistiques utilisés pour parvenir à exercer une influence sur les gens, par exemple en politique et dans la publicité. Contrairement aux approches classique, la Nouvelle Rhétorique ne se concentre pas seulement sur les situations où un orateur cherche à persuader un public qui se trouve en face de lui. De plus, son but n'est pas de fournir des techniques pour mieux débattre, mais plutôt d'analyser de manière critique les procédés de persuasion. Les principaux théoriciens de la Nouvelle Rhétorique sont Kenneth Burke, Chaïm Perelman et Stephen Toulmin.
Le but est à l'origine d'essayer de savoir comment fonder les jugements de valeur. L'argumentation et son rôle prépondérant dans la rhétorique sont les éléments fondateurs de cette "Nouvelle Rhétorique".
La théorie de Perelman permet une lecture rhétorique des textes basée non pas sur le soupçon (préconisé par Roland Barthes) mais sur le dialogue.
Un des prolongateurs de la pensée perelmanienne à l'Université libre de Bruxelles est Michel Meyer, qui définit l'argumentation comme une négociation des distances entre les partenaires de la communication.
La rhétorique perelmanienne est une des deux néorhétoriques nées dans la seconde moitié du XXe siècle, l'autre étant la rhétorique des figures (illustrée par Roman Jakobson, Gérard Genette et le Groupe µ).

## Essor
La Nouvelle Rhétorique est associée au renouveau de la rhétorique dans les années 1950. À cette époque, l'attitude négative de la communauté universitaire à l'égard de la rhétorique s'est inversée et la rhétorique a recommencé à faire son retour dans la recherche. La rhétorique classique n'a pas perdu sa pertinence, mais la Nouvelle Rhétorique domine désormais le débat scientifique. La Nouvelle Rhétorique considère que le cœur de la rhétorique classique, l'art oratoire et l'éloquence, n'est qu'une application de conseils pratiques qui doivent découler en premier lieu d'analyses et d'interprétations scientifiques. La Nouvelle Rhétorique s'attache ainsi à analyser les manières dont les nouvelles réalités du XXe siècle, comme les télécommunications, la propagande liée aux guerres mondiales, et la société de consommation.

## Principaux théoriciens
Les principaux théoriciens de la Nouvelle Rhétorique sont Kenneth Burke (1897-1994), Chaïm Perelman (1912-1984) et Stephen Toulmin (1922-2009). Parmi eux, Perelman et Toulmin se concentrent sur l'étude de l'argumentation : ils s'intéressent à l'utilisation du langage pour influencer. Burke, quant à lui, s'intéresse à la compréhension des conditions générales et des motifs de l'action humaine. Pour Burke, toute activité humaine utilise des symboles, et les personnes rentrent en conflit à l'aide de ces symboles.
Parmi les autres théoriciens de la Nouvelle Rhétorique figurent Ivor Armstrong Richards (1893-1979) et Richard Weaver (1910-1963). L'ouvrage le plus connu de Richards sur la rhétorique est The Philosophy of Rhetoric (1936), tandis que les ouvrages les plus importants de Weaver sont Ideas Have Consequences (1948) et The Ethics of Rhetoric (1953).

### Kenneth Burke
L'ouvrage le plus important de Burke sur la rhétorique est A Rhetoric of Motives (1950). Il est étayé par un ouvrage antérieur, A Grammar of Motives (1945). Outre la rhétorique, Burke a également traité d'autres sujets. Il était un analyste et un critique polyvalent et prolifique de la langue, de la culture et de la politique. Burke a souligné l'utilité de l'analyse rhétorique dans l'étude de la littérature.
L'une des idées centrales de Burke est la notion des quatre tropes de base, qui ne sont pas seulement des figures de style et des phénomènes linguistiques, mais aussi des dimensions fondamentales de la pensée et de la compréhension. Les quatre tropes de base sont la métaphore, la métonymie, la synecdoque et l'ironie. La métaphore est la compréhension d'une chose à travers une autre chose. La métonymie est l'expression d'une chose abstraite par le biais d'une chose concrète. Dans la synecdoque, une caractéristique d'un phénomène représente le phénomène entier, comme une partie pour le tout ou un contenant pour le contenu. L'ironie est la remise en question d'un point de vue en faisant ressortir la possibilité d'un point de vue opposé.
Outre les tropes de base, un concept central chez Burke est l'identification. L'identification est un élément clé de la persuasion. Il s'agit d'une série d'événements qui compensent la séparation existentielles entre les personnes. L'orateur tente par là de présenter ses propres intérêts comme coïncidant avec ceux de l'auditoire.

### Chaïm Perelman
Son ouvrage majeur est écrit en 1958 avec Lucie Olbrechts-Tyteca, Traité de l'argumentation, la nouvelle rhétorique. Perelman présente également ses vues sur la rhétorique dans son livre L'empire rhétorique (1977).
L'argumentation consiste à transférer les prémisses, c'est-à-dire l'acceptation des prémisses, vers les conclusions, et non à prouver les conclusions. Selon Perelman, l'acceptation des prémisses peut être transférée aux conclusions par trois liens différents : un argument quasi-logique, un argument basé sur la structure de la réalité, ou un argument qui crée la structure de la réalité. Il s'agit de moyens associatifs de relier des phénomènes entre eux.
Un argument quasi-logique ressemble à un raisonnement logique ou mathématique dans sa forme sans l'être. Il s'agit d'un raisonnement basé sur une typification de la réalité, par exemple dans une formule logique, même si la conclusion concerne une réalité concrète. Ce type d'argumentation cherche à montrer le caractère inévitable de sa conclusion et à éviter d'accepter des perspectives différentes et des contre-arguments.
Les arguments fondés sur la structure de la réalité font appel, par exemple, à des relations causales ou parallèles. L'objectif est de construire des liens naturels entre les phénomènes. De même, les arguments basés sur la structure de la réalité sont des arguments basés sur la démonstration d'une relation causale ou l'association d'une personne avec ses actions.
Dans les arguments qui créent une structure de la réalité, le point de départ est une situation à partir de laquelle un modèle ou une règle générale est établi. Par exemple, l'analogie et la métaphore (dans leur sens premier) sont liées à ce type d'argument. Les exemples, les illustrations et les descriptions sont également des arguments qui créent la structure de la réalité.

### Stephen Toulmin
Toulmin s'intéresse à l'argumentation en tant que phénomène quotidien : l'étude de la rhétorique doit partir d'observations empiriques, car il ne s'agit pas d'un phénomène purement logique.